# Charles Gordone
Charles Gordone, all'anagrafe Charles Edward Fleming (Cleveland, 12 ottobre 1925 – College Station, 16 novembre 1995), è stato un drammaturgo e attore statunitense.È stato il primo scrittore afroamericano a vincere il Premio Pulitzer per la drammaturgia.

## Biografia
Dopo aver servito nella United States Air Force durante gli anni quaranta, negli anni cinquanta e sessanta di affermò come attore e regista sulle scene di New York, recitando accanto ad importanti attore del calibro di James Earl Jones, Maya Angelou e Cicely Tyson. Nel 1964 fece il suo debutto come drammaturgo con la pièce A Little More Light Around the Place, ottenendo il suo maggior successo nel 1970 con il dramma No Place to Be Somebody, per cui vinse il Premio Pulitzer per la drammaturgia. Nel corso della sua vita fu autore di una decina di opere teatrali.
Nel 1948 si sposò con Juanita Barton, da cui ebbe i due figli Stephen Gordone e Judy Ann Riser. Dopo il divorzio, Gordone si risposò con Jeanne Warner, da cui ebbe la figlia Leah-Carla Gordone. Durante gli anni di matrimonio con la moglie, Gordone ebbe una relazione con l'arista Nancy Meadows, da cui ebbe il figlio David Brent Gordone.

## Filmografia

### Cinema
- Angel Heart - Ascensore per l'inferno (Angel Heart), regia di Alan Parker (1987)

### Doppiatore
- Heavy Traffic, regia di Ralph Bakshi (1973)
- Coonskin, regia di Ralph Bakshi (1975)
- Wizards, regia di Ralph Bakshi (1977)